# 안나의 변
안나의 변 (일본어: 安和の変 あんなのへん[*])은 헤이안 시대였던 969년 (안나 2년)에 일어난 후지와라씨에 의한 타씨족 배척 사건이다. 미나모토노 미츠나카 등의 모반 밀고에 의해 좌대신 미나모토노 타카아키라가 실각되었다. 이후, 섭정ㆍ관백이 상설되게 되었다.

## 경위

### 레이제이 천황의 즉위
967년 (고호 4년) 5월 25일, 무라카미 천황이 붕어, 동궁 (황태자) 노리히라 친왕 (레이제이 천황)이 즉위했다. 관백태정대신에 후지와라노 사네요리, 좌대신에 미나모토노 타카아키라, 우대신에 후지와라노 모로타다가 취임했다.
레이제이 천황은 아직 자식이 없었고, 병약하여 급히 동궁을 정하게 되었다. 후보로는 무라카미 천황과 황후 안시 사이에서 태어난 황자로, 레이제이 천황의 동복동생인 타메히라 친왕과 모리히라 친왕이었다. 연장자인 타메히라 친왕이 동궁이 되는 것이 당연한 수순으로 기대되었지만, 실제로 동궁이 된 사람은 모리히라 친왕이었다. 그 배경으로는 좌대신 미나모토노 타카아키라의 권력 신장을 두려워한 후지와라씨가 있었다. 타카아키라는 타메히라 친왕비의 아버지였기 때문에, 만약 타메히라 친왕이 동궁이 되어, 훗날 황위에 오르게 되면 미나모토노 타카아키라는 외척이 되는 것이었다. 타카아키라라고 하면, 예전엔 무라카미 천황의 신임도 두꺼웠고, 또 황후 안시의 동생을 아내로 맞이해 우대신 후지와라노 모로스케와 장인으로 둔 사돈 지간이기도 했지만, 이 시점에서는 두 사람 모두 이미 사망해, 타카아키라는 궁중에서 고립되어가고 있었다.

### 모반 밀고
969년 (안나 2년) 3월 25일, 사마노스케 미나모토노 미츠나카와 전 무사시노스케 후지와라노 요시토키가 나카츠카사노쇼 타치바나노 시게노부와 사효에노타이이 미나모토노 츠라누의 모반을 밀고했다. 밀고 내용이 어떤 것이었는지, 미나모토노 타카아키라가 어떻게 관련되어 있는지는 불분명하다. 후대에 쓰여진 『겐페이세이스이키(源平盛衰記)』에는 타카아키라가 타메히라 친왕을 동국으로 맞이해 난을 일으켜, 황제에 즉위하려했다고 기록되어있으나, 사료로서의 가치는 인정되지 않고 있다. 우대신 모로스케 이하 공경은 즉각 참내하여 제문을 닫고 회의에 들어가 밀고문을 관백 사네요리에게 보내는 것과 동시에, 검비위사에게 명하여 타치바나노 시게노부와 승려 렌모를 잡아서 물어보게 하였다. 게다가 검비위사 미나모토노 미츠스에 (미츠나카의 동생)가 전 사가미노스케 후지와라노 치하루 (후지와라노 히데사토의 아들)과 그의 아들 히사요리를 일당으로 잡아 하옥했다.

### 미나모토노 타카아키라의 좌천
사건은 이에 그치지 않고, 좌대신 미나모토노 타카아키라가 모반에 가담한 것으로 결론지어져, 다자이인가이노곤노소치로 좌천되는 것이 결정되었다. 타카아키라는 장남 타다카타와 함께 출가하여 수도에 머물길 청하였지만 허락받지 못하고, 26일, 저택을 검비위사에게 포위된 후 붙잡혀, 큐슈로 유배되었다.
밀고의 공적으로, 미나모토노 미츠나카와 후지와라노 요시토키는 각각 승진가도를 달렸다. 또, 좌대신에는 모로스케로 바뀌었고, 우대신에는 다이나곤 후지와라노 아리히라가 승진되었다. 한편, 타치바나노 시게노부는 토사국, 렌모는 사도국, 후지와라노 치하루는 오키국에 각각 유배되었고, 또한 미나모토노 츠라누와 타이라노 사다후사의 추토령이 여러 나라에 내려졌다.
또, 수도에서는 미나모토노 미츠나카와 무사세력을 겨루던 후지와라노 치하루도 이 사건으로 인해 유배형을 받았고, 결과적으로는 후지와라노 히데사토의 계통은 중앙 정치에서 사라졌다.

### 사건 후
971년 (덴로쿠 2년), 타카아키라는 죄를 용서받고 귀경했지만, 정계에는 복귀하지 않고, 수도 교외의 카도노에 은거했다. 다이고 겐지는 정치의 주도권은 잃었지만, 타카아키라의 막내딸 메이시는 히가시산조인 센시 (이치조 천황의 국모, 후지와라노 미치나가의 친누나)의 비호를 받은 후, 후지와라노 미치나가와 결혼해, 그 연으로 타카아키라의 아들 토시카타, 츠네후사 형제는 중앙 정계에서 순조롭게 승진해, 각각 곤다이나곤, 곤츄나곤까지 올라갔다. 

## 비고
안나의 변에 관한 쿠죠류의 관여에 대해서는, 적극적인 관여를 보는 견해와 오히려 타카아키라의 인척인 쿠죠류에 대한 압박이 의도되었다고 보는 견해, 쿠죠류의 관여는 인정하는 한편, 미나모토노 타카아키라ㆍ타메히라 친왕과의 관계가 깊었던 후지와라노 카네미치만이 타격을 입었다고 보는 견해가 있다. 또, 쿠리야마 케이코는 『大鏡』에서 카네미치가 관백 취임의 계기가 되었다고 여겨지는 죽은 안시의 유명을 자신이 낳은 황자녀의 후견의 이야기로서 파악해, 타메히라 친왕의 후견인은 카네미치였다고 한다.</ref>.
또, 최근 설에서는 사와다 카즈히사가 레이제이 천황의 차기 황태제로 모리히라 친왕을 정한 것은, 무라카미 천황의 유명이지, 후지와라씨는 관여하지 않았다는 설을 취했다. 이 설에서는 무라카미 천황의 본의는 장자인 노리히라 친왕 (레이제이 천황)의 자손에 대한 왕위 계승이었지만, 노리히라 친왕에게 자식이 태어나기도 전에 자신이 병으로 쓰러져 있었기 때문에, 노리히라 친왕의 즉위 후에 「一代主」가 되는 황태제를 세울 필요성을 인식하고 있었다. 그러나, 이미 성인이 된 미나모토노 타카아키라의 딸이 아내였던 타메히라 친왕이 황태제가 되었을 경우, 타메히라 친왕이 먼저 아들을 얻을 가능성도 있어 타메히라 친왕의 황자가 타메히라 친왕의 황자에 대항하는 황위 계승의 유럭자가 되고 만다. 그렇기 때문에, 노리히라 친왕보다 9살 연하의 모리히라 친왕이 「一代主」로 적합하다 (설령 모리히라 친왕이 아들을 얻어도 그 이전에 노리히라 친왕이 먼저 아들을 얻었을 가능성이 높아 연령적으로 대항마가 되기 어렵다)고 판단했기 때문이지, 신하인 후지와라씨나 미나모토노 타카아키라가 관여할 수 있는 이야기가 아니었다고 한다. 이 때문에 안나의 변 배경에 황위 계승 문제가 무관하지 않다고 해도, 그것은 타메히라 친왕이 미나모토노 타카아키라의 사위로서 관계를 의심받은 사실 이상의 것은 없으며, 황위 계승 문제와 안나의 변의 관계는 일단 분리해야하며, 「후지와라씨의 음모설(藤原氏の陰謀説)」도 포함하여 재고가 필요하다고 한다.

## 이 사건으로 처벌받은 사람
| 가계          | 이름                         | 관위ㆍ관직           | 처벌 내용                                                                         | 비고                                             |
| ------------- | ---------------------------- | -------------------- | --------------------------------------------------------------------------------- | ------------------------------------------------ |
| 다이고 겐지   | 源高明 미나모토노 타카아키라 | 종1위 좌대신         | 출가하여 수도에 머무는 것을 청해도 허락받지 못하고, 다자이인가이노곤노소치로 좌천 |                                                  |
| 다이고 겐지   | 源忠賢 미나모토노 타다카타   | 정5위하 사효에노스케 | 출가                                                                              | 타카아키라의 자식                                |
| 다이고 겐지   | 源致賢 미나모토노 무네카타   | 타지마노곤노스케     | 출가                                                                              | 타카아키라의 자식                                |
| 타치바나씨    | 橘繁延 타치바나노 시게노부   | 나카츠카사노쇼       | 유배 (토사국)                                                                     |                                                  |
| 승려          | 蓮茂 렌모                    |                      | 유배 (사도국)                                                                     |                                                  |
| 후지와라 북가 | 藤原千晴 후지와라노 치하루   | 전 사가미노스케      | 유배 (오키국)                                                                     | 타카아키라의 종자                                |
| 사가 겐지     | 源連 미나모토노 츠라누       | 사효에노타이이       | 오기칠도제국(五畿七道諸国)에 추토령                                               | 타카아키라의 매부 (여자형제가 타카아키라의 어내) |
| 간무 헤이시   | 平貞節 타이라노 사다후시     |                      | 오기칠도제국에 추토령                                                             |                                                  |

## 안나의 변을 배경으로 한 작품
- 이마무라 쇼고 『童の神』 카도카와 하루키 사무소(角川春樹事務所), 2018년